# 장언원
장언원(張彥遠, 815년 ~ 879년)은 중국 당나라 때의 미술사가이다. 자는 애빈(愛賓)이며, 삼대에 걸쳐 재상을 지낸 명문가 출신이다.
중국 최고(最古)의 회화사(繪畫史) 《역대명화기(歷代名畫記)》의 저자로 유명하다. 또한 서론(書論)으로 저명한 《법서요록(法書要錄)》을 편찬했다.